# هاري فرايدا
هاري فرايدا (بالإنجليزية: Harry Frieda)‏ هو منافس ألعاب قوى أمريكي، ولد في 1901 في تشالميرس في الولايات المتحدة، وتوفي في 1983 في بارك ريدج في الولايات المتحدة.

## وصلات خارجية
- هاري فرايدا على موقع أوليمبيديا (الإنجليزية)